# Robert Wright (kompositör)
Robert "Bob" Wright, född 25 september 1914 i Daytona Beach, Florida, död 27 juli 2005 i Miami, Florida, var en amerikansk sångtextförfattare och kompositör.

## Filmmusik i urval
- 1970 - Song of Norway
- 1938 - Marie Antoinette
- 1937 - Maytime

## Fotnoter
1. ↑  SNAC, SNAC Ark-ID: w65n0c9h, läs online, läst: 9 oktober 2017.[källa från Wikidata]
2. 1 2  Internet Broadway Database, Internet Broadway Database person-ID: 12601, läst: 9 oktober 2017.[källa från Wikidata]
3. ↑  Library of Congress Authorities, USA:s kongressbibliotek, id-nummer i USA:s kongressbiblioteks katalog: n82083378, läst: 26 februari 2020.[källa från Wikidata]